# 러닝 타임 (매체)
매체 분야에서 러닝 타임(영어: running time)은, 음악의 재생 시간이나 영화, 방송 프로그램, 애니메이션 등의 상영 시간을 의미한다.

## 음악
대중음악은 대부분이 2~3분대에서 끊기며, 4분이 넘는 곡은 적은 편이다. 일본의 경우 CD가 나오기 전에는 3분대의 곡이 많다가, CD가 나온 이후로 2010년대까지는 4~6분대 곡이 많았다. 그러나 2020년대 이후로는 2~3분대의 곡이 많아지고 있다.